# Olaf Schmidth
Olaf Schmidth (18. juni 1857 i Odense – 20. maj 1927 i København) var en dansk arkitekt, der var Holmens og Nyboders arkitekt 1899-1921. Han efterfulgte C.T. Andersen på denne post. Han var far til Aage Schmidth.

## Karriere
Schmidths forældre var lærer ved Borgerskolen Marius Schmidth og Juliane Louise Petersen.
Han blev tegner ved Søminekorpset 1878, konduktør ved Orlogsværftets Bygningstjeneste fra 1. november 1879 og endelig bygningsinspektør sammesteds og ved Nyboder 1899-1921. Han var desuden korrespondent til Société française des habitations à bon marché samt medlem af det permanente internationale udvalg for bolighygiejne.

## Indsats inden for arbejderboliger
På en tid, hvor det at forme arbejderboliger arkitektonisk betragtedes som "et kildent Punkt" (Caspar Leuning Borch i Architekten, 1903-04, 80), blev Olaf Schmidth den første, der tog denne opgave konsekvent op herhjemme, deltog i internationale kongresser, holdt foredrag og skrev artikler i tidsskrifter (bl.a. Den tekniske Forenings Tidsskrift, XIV, 1890-91, 1891, 83-94). Sammen med Gotfred Tvede byggede han Frederiksberg Gasværksarbejderes Byggeforenings huse (kendt som Den hvide by på Frederiksberg) ved Peter Bangsvej 27-45, Jyllandsvej 23-25, 24-38, Kronprinsensvej 53-61, 48-54, Folkets Alle 1-43, 2-42, Frihedsvej 1-7, 2-4, Lighedsvej 1-13, 2-8 og Broderskabsvej 1-31, 2-18 (1900). Det arkitektoniske præg er her opnået ved at bygge alle husene som dobbelthuse for at give dem en vis fylde, desuden er de anvendte motiver, fx frontonerne, præget af tidens palæstil. Mindre heldigt er det derimod, at husenes ydre i nogen grad maskerer, at det drejer sig om dobbelthuse. Som "bygmester", senere bygningsinspektør ved Orlogsværftets Bygningsvæsen var Schmidth den egentlige leder af denne institutions arbejde fra 1878 og en 30-40 år fremefter.
Olaf Schmidth var gift med Andresine Marie Andersen (6. juni 1863 i Hårslev, Fyn – 12. august 1948 i København), datter af gårdejer Andreas Hansen Andersen og Mathilde Henriette Sørensen. Han er begravet på Holmens Kirkegård. 

## Værker

### Som embedsmand ved Orlogsværftets Bygningstjeneste
- Nye (eller Grå) Stokke i Nyboder: Haregade, Gernersgade, Rævegade, Sankt Pauls Gade og Olfert Fischers Gade (1886-1893, sammen med Rasmus Rue, fredede 2006)
- Søminevæsenets kontorbygning, Nyholm (1888)
- Radiostationen OXA på Frederiksholm (1908-09, udvidet 1915, flyttet til Nyholm)
- Nyt Maskinværksted, Philip de Langes Allé på Frederiksholm, nu Kunstakademiets Arkitektskoles Bibliotek (1916-18, sammen med ingeniørerne Christiani & Nielsen)
- Brovægtsbod på Frederiksholm (1919, nedrevet)

### Øvrige værker
- Hornbæk Sanatorium, Hornbæk (1897)
- Frederiksberg Gasværks Arbejderboliger/Frederiksberg Arbejderes Byggeforening (Den hvide by på Frederiksberg): Peter Bangsvej 27-45/Jyllandsvej 23-25, 24-38/Kronprinsensvej 53-61, 48-54/Folkets Allé 1-43, 2-42/Frihedsvej 1-7, 2-4/Lighedsvej 1-13, 2-8/Broderskabsvej 1-31, 2-18 (1899-1900, sammen med Gotfred Tvede)
- Arbejderboliger ved Rørdal cementfabrik (1899-1901 sammen med Gotfred Tvede, nedrevet)
- Udvidelse af Prinsesse Maries Hjem for gamle Sømænd og Sømænds Enker, Christianshavn (1921)

### Skriftlige arbejder
- Den tekniske Forenings Tidsskrift, XIV, 1891, 83-94
- Architekten 1896-97, 51-54; 1900-01, 26-30 (s.m. Cord Trap)
- Architekten 1901-02 B, 273-77, 281-87, 293-96, 303-05, 310-13 (s.m. Cord Trap); 1904-05, 20f, 28-31, 40-43); 1904-05, 362-64, 367-72